# يونغ بوي نيفير بروك أغين
كينتريل دي شون غاولدن (من مواليد 20 أكتوبر 1999)، المعروف باسم يونغ بوي نيفير بروك أغين (بالإنجليزية: YoungBoy Never Broke Again) (المعروف أيضًا باسم إن بي أي يونغ بوي (NBA YoungBoy) أو ببساطة يونغ بوي)، هو مغني راب وكاتب أغاني أمريكي. بين عامي 2015 و 2017، أصدر غاولدن ثمانية أشرطة مختلطة مستقلة، وحصل بثبات على معجبين من خلال أعماله. في أواخر عام 2017، وقع غاولدن مع تسجيلات أتلانتيك، التي نشرت له شريطين إضافيين. في يناير 2018، أصدر غاولدن أغنية «أوتسايد توداي» المنفردة، والتي بلغت ذروتها في المرتبة 31 على ترتيب بيلبورد هوت 100. كانت هي الأغنية الرئيسية لألبومه الاستوديو الأول أنتيل ديث كالز ماي نيم (2018) والذي بلغ ذروته في المرتبة 7 على الولايات المتحدة بيلبورد 200. تضمن أغنياته المنفردة اللاحقة «فاليبل بين»، «سلايم بيليف»، و «جيني».
كان مشروع ألبوم المرتبة الأولى لـ غاولدن هو أي آي يونغ بوي 2 ‏ (2019)، والذي ظهر لأول مرة وبلغ ذروته في المركز الأول على ترتيب بيلبورد 200 للألبومات. وتضمن الأغاني الفردية «سيلف كنترول» و «سلايم مينتالتي» و «ميك نو سينس». تعاون غاولدن أيضًا مع مغني الراب الراحل جوس ورلد في أغنية «بانديت»، والتي أصبحت أول أغنية فردية له من بين أفضل عشرة أغاني في الترتيب. في أبريل 2020، أصدر شريطه المختلط (mixtape) السادس عشر 38 بيبي 2، والذي ظهر في أول أسبوع له في المركز الأول على بيلبورد 200. في وقت لاحق من ذلك العام، أصدر غاولدين ألبومه الثاني من الاستوديو توب (2020) والذي أصبح ثالث ألبوم له يتصدر ترتيب الألبومات في أقل من عام واحد.

## حياة سابقة
ولد كينتريل غاولدن في 20 أكتوبر 1999 في باتون روج، لويزيانا. كسر غاولدن رقبته أثناء مصارعته عندما كان طفلًا صغيرًا، وكانت الإصابة تتطلب دعامة للرأس حتى يلتئم العمود الفقري. تركت الدعامة ندوبًا دائمة على جبهته. نشأ وتربى غاولدن بشكل أساسي من قبل جدته لأمه بسبب الحكم على والده بالسجن 55 عامًا بسبب عملية سرقة تفاقمت إلى حدوث مأساة. ترك الدراسة في الصف التاسع وأخبر والدته أنه يريد التركيز على مسيرته الموسيقية وسرعان ما تم القبض عليه بتهمة السطو وإرساله إلى مركز احتجاز في تلولاه، لويزيانا. أثناء وجوده هناك، بدأ في كتابة كلمات لمشروعه الأول.
بعد إطلاق سراحه من مركز الاحتجاز، توفيت جدة غاولدن بسبب قصور في القلب وانتقل غاولدن للعيش مع صديقه وزميله مغني الراب باتون روج إن بي أي 3 ثري (NBA 3Three) (المعروف أيضًا باسم أو جي 3 ثري (OG 3Three)) ثم استخدم الاثنان أفعالًا إجرامية لبدء الدفع مقابل قضاء وقت في الاستوديو.

## قضايا قانونية
في نوفمبر 2016، اعتقل المشارون الأمريكيون غاولدن قبل حفل موسيقي في أوستن، تكساس، متهمين إياه بالقفز من سيارة وفتح النار على مجموعة من الناس في شارع جنوب باتون روج. ووجهت إليه تهمتان تتعلقان بمحاولة القتل. كان غاولدن في السجن من ديسمبر 2016 إلى أغسطس 2017 بتهمة محاولة القتل من الدرجة الأولى. متحدثًا عن سجنه، قال «لا أعتقد أنهم يستهدفون حقًا، ولكن إذا كان لديك اسم (شخصية مشهورة)، فهم يعرفون من أنت، تفعل شيئًا ما، سيأتون إليك، أيًا كان من أنت وما يفعلونه، فأنت مسؤول عن ذلك فقط لأنك حصلت على أكبر اسم. هكذا يذهب هذا الهراء.»
تم القبض على غاولدن قبل حفل موسيقي في ملهى ذا مون الليلي في تالاهاسي في 25 فبراير 2018. كان لدى غاولدن بلاغ في ولاية جورجيا بتهمة ارتكاب اعتداء وانتهاك أسلحة واختطاف. تسربت لقطات مراقبة الفندق بعد وقت قصير من اعتقاله تظهر غاولدن وهو يعتدي على شخص ما. في 15 آذار (مارس) 2018 أطلق سراحه بكفالة 75 ألف دولار.
كان غاولدن خارج المراقبة بسبب إطلاق النار الذي حدث في ميامي والذي شارك فيه هو وصديقته، مما أسفر عن مقتل رجل بريء، حيث انتهك فترة إدانته وتم سجنه لمدة ثلاثة أشهر. كان مطلوبًا منه إجراء الإدانة لمدة 14 شهرًا. في 13 ديسمبر 2019، أنهى القاضي رسميًا مراقبة غاولدن بتهمتي محاولة قتل. وهو يعيش حاليًا في لوس أنجلوس، وهو على اتفاق مع قضيته ضد صديقته السابقة جانيا.
في 28 سبتمبر 2020، كان غاولدن من بين 16 شخصًا تم القبض عليهم في باتون روج بولاية لويزيانا بتهم مختلفة، بما في ذلك توزيع وتصنيع المخدرات وحيازة أسلحة نارية مسروقة. ونفى محاميه أي ذنب، قائلاً «لم يكن هناك ما يشير إلى أنه كان يحمل أي أسلحة أو مخدرات وقت إلقاء القبض عليه». مع ظهور أخبار اعتقاله، حذف غاولدن جميع وسائل التواصل الاجتماعي الخاصة به، بما في ذلك حساباته على إنستغرام وتويتر.

## حياة شخصية
غاولدن هو أب لسبعة أطفال. خمسة أولاد وبنتان. في يونيو 2018، صرح بأن «بيبي كي» ليس ابنه من الناحية البيولوجية. ظهر اثنان من أبنائه، كايدن وكايسي، في فيديو أغنيته «كيْسي تاك».

## ديسكغرفيا
ألبومات الاستوديو
- أنتيل ديث كالز ماي نيم (2018)
- توب (2020)
- سينسيرلي، كينتريل (2021)

## روابط خارجية
- يونغ بوي نيفير بروك أغين على موقع IMDb (الإنجليزية)
- يونغ بوي نيفير بروك أغين على موقع روتن توميتوز (الإنجليزية)
- يونغ بوي نيفير بروك أغين على موقع ميوزك برينز (الإنجليزية)
- يونغ بوي نيفير بروك أغين على موقع أول ميوزيك (الإنجليزية)
- يونغ بوي نيفير بروك أغين على موقع ديسكوغز (الإنجليزية)